# Rhinanthus
Rhinanthus és un gènere de plantes paràsites hemiparàsites herbàcies dins la família Orobanchaceae, abans classificades dins la família Scrophulariaceae. El gènere consta d'unes 30-40 espècies que es troben a Europa, nord d'Àsia, i Amèrica del Nord, la major diversitat d'espècies (28 espècies) és a Europa.

## Algunes espècies
| - Rhinanthus alectorolophus - Rhinanthus alpinus - Rhinanthus angustifolius - Rhinanthus antiquus - Rhinanthus aristatus - Rhinanthus asperulus - Rhinanthus borbasii - Rhinanthus borealis - Rhinanthus burnatii - Rhinanthus carinthiacus - Rhinanthus dinaricus - Rhinanthus freynii - Rhinanthus glaber - Rhinanthus glacialis - Rhinanthus groenlandicus | - Rhinanthus halophilus - Rhinanthus mediterraneus - Rhinanthus melampyroides - Rhinanthus minor - cresta de gall - Rhinanthus osiliensis - Rhinanthus ovifugus - Rhinanthus pampaninii - Rhinanthus pindicus - Rhinanthus pubescens - Rhinanthus rumelicus - Rhinanthus serotinus - Rhinanthus songeonii - Rhinanthus subulatus - Rhinanthus wagneri - Rhinanthus wettsteinii |